# Diego García de Cáceres

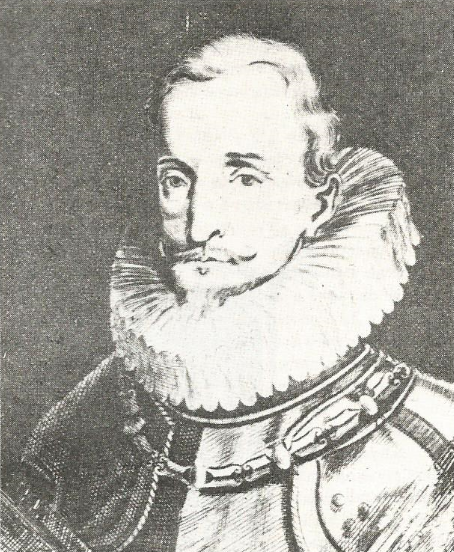
Bildnis des spanischen Eroberers Diego Garcia de Caceres.

Diego García de Cáceres (* um 1516 in Extremadura, Spanien; † 1586) war ein spanischer Konquistador.

## Leben
Als treuer Gefolgsmann von Pedro de Valdivia erledigte er erfolgreich wichtige Missionen zur Durchsetzung der spanischen Herrschaftsansprüche in Peru und Chile. Er bekleidete in Chile wichtige Ämter der Kolonialverwaltung und gelangte für kurze Zeit sogar in den Rang eines Interim-Gouverneurs.